# Glas (film, 1958)
Pour les articles homonymes, voir Glas (homonymie).
Pour plus de détails, voir Fiche technique et Distribution.
Glas est un court-métrage documentaire néerlandais réalisé par Bert Haanstra et sorti en 1958.
Il ne comporte pas de commentaires ni dialogues, la bande son est constituée uniquement de musiques de jazz.
Il a reçu l'Oscar du meilleur court métrage documentaire en 1960.

## Synopsis
Ce documentaire traite de l'industrie du verre aux Pays-Bas. Il met en contraste le cristal artisanal de la verrerie royale de Leerdam avec les machines automatisées de fabrication de bouteilles. De courts extraits d'artisans fabriquant divers objets en verre à la main côtoient des extraits de la production de masse.

## Fiche technique
- Titre : Glas
- Réalisation : Bert Haanstra
- Scénario : Bert Haanstra
- Musique : Pim Jacobs, musique interprétée par The Pim Jacobs Quintet
- Photographie : Eduard van der Enden
- Montage : Bert Haanstra et Ralph Sheldon
- Production : George K. Arthur et Bert Haanstra
- Société de production : Go Pictures
- Durée : 11 minutes
- Date de sortie : 1958

## Distinctions

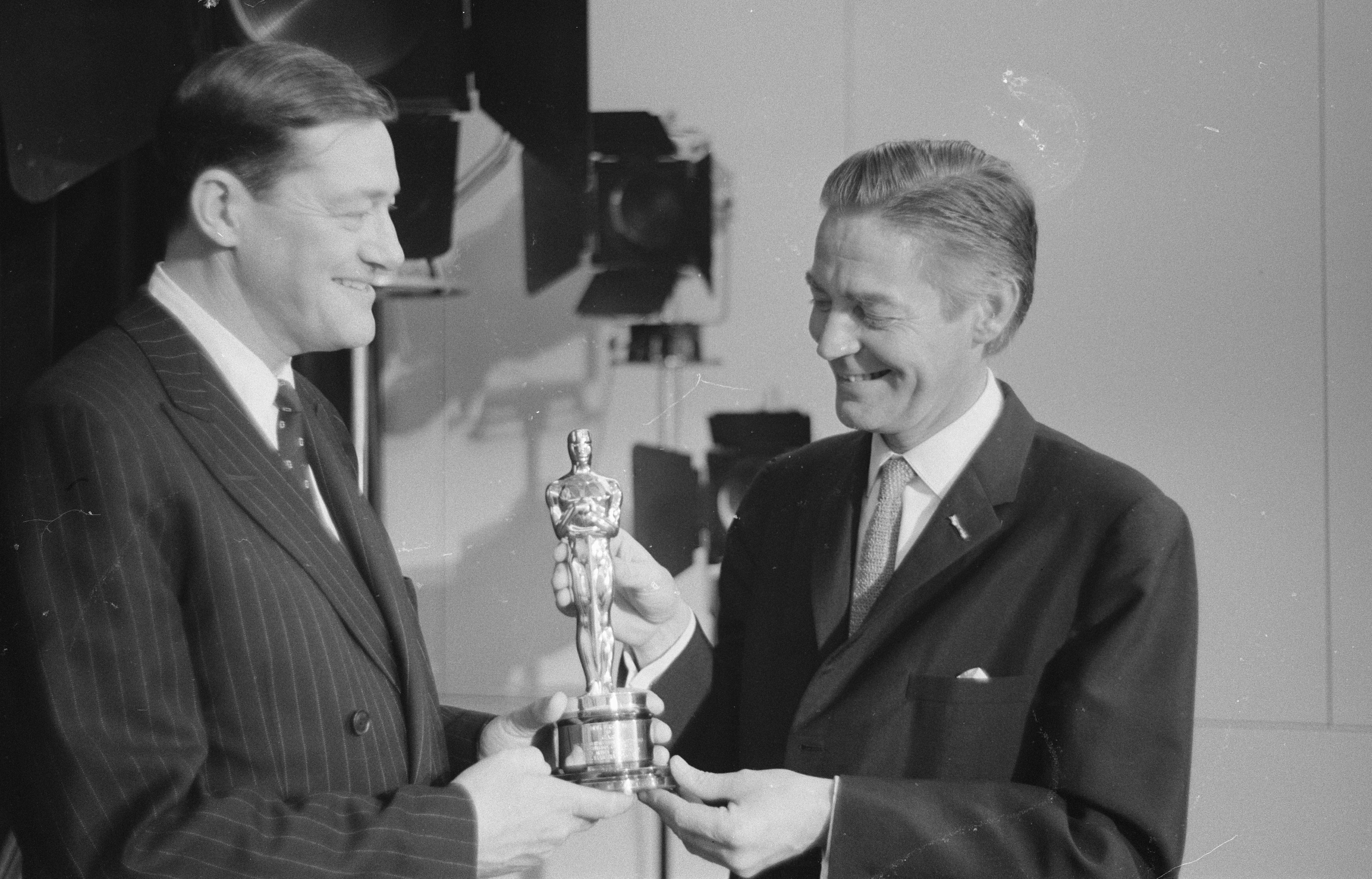
Remise de l'Oscar au réalisateur Bert Haanstra par l'ambassadeur américain P. Young.

- 1960 : Oscar du meilleur court métrage documentaire[2]